# Vestido preto Versace de Elizabeth Hurley
Elizabeth Hurley usou um vestido preto Versace, frequentemente referido como "AQUELE Vestido", quando ela acompanhou Hugh Grant  à première de Quatro Casamentos e um Funeral em 1994. O vestido mantinha-se junto por meio de vários alfinetes de dama de tamanho ampliado. O vestido é talvez a criação mais conhecida da Versace, e é considerado por alguns como amplamente responsável por lançar a Hurley no palco midiático global.

## Influência
Em 2012, a cantora pop Lady Gaga usou o vestido para se encontrar com Donatella Versace em Milão. Gaga promoveu Versace vestindo peças de arquivo em seu clipe da música "The Edge of Glory".

## Obtenção
Hurley falou sobre o vestido que "Aquele vestido foi um favor da Versace, pois eu não tinha condições de comprar um. O pessoal dele [do Grant] disse-me que não tinham uma vestimenta noturna, mas havia um item deixado em seu escritório de imprensa. Então eu o experimentei, e foi isso aí." 